# Banteay Neang
Banteay Neang é uma comuna do distrito de Mongkol Borei na província de Banteay Meanchey, Camboja.

## Aldeias
- Ou Thum
- Phnum
- Banteay Neang
- Kouk Pnov
- Trang
- Pongro
- Kouk Tonloab
- Trabaek
- Khile
- Samraong Pen
- Dang Run Lech
- Dang Run Kaeut
- Ou Snguot
- Prey Changha Lech
- Prey Changha Kaeut
- Ou Andoung Lech
- Ou Andoung Kandal
- Ou Andoung Kaeut
- Kouk Kduoch